# Pont de l'Europe (Vichy)
Pour les articles homonymes, voir Pont de l'Europe.
Le pont de l'Europe est un pont barrage composé d'un pont routier franchissant la rivière Allier situé à la limite des communes de Vichy et de Bellerive-sur-Allier, dans le département de l'Allier, et d'un seuil artificiel créant la retenue d'eau appelée lac d'Allier.

## Situation
Ce pont relie le nord-ouest de Vichy et le nord-est de Bellerive-sur-Allier, sur la route départementale 6E reliant Bellerive-sur-Allier à Creuzier-le-Vieux par la zone commerciale des Ailes (Vichy). La limite entre les deux communes passe au milieu du pont (le tripoint avec Charmeil est situé à une vingtaine de mètres en aval). Long de 256 m, il est avec le pont de Bellerive, situé 2,5 km plus en amont, l'un des deux ponts franchissant l'Allier depuis Vichy et Bellerive.

## Histoire

### Du premier barrage à aiguilles aux projets abandonnés
En 1862, l'ingénieur Radoult de la Fosse crée une digue sur la rive droite pour calmer une rivière intempestive ; elle « contribue à la métamorphose urbaine de Vichy », permettant le développement du quartier thermal et des parcs.
Un barrage à aiguilles est créé, lequel perdurera jusqu'en 1962. En 1913, une inondation touchant la rive gauche (côté Bellerive) remet en cause l'utilité de ce barrage, que la Compagnie fermière veut remplacer avant que le projet ne soit interrompu pendant la Première Guerre mondiale.
Un nouveau projet de barrage refait surface en 1930, mais est à nouveau abandonné faute de financement. L'étude d'un pont-barrage ne connaît aucune suite l'année suivante mais en 1940, « un avant-projet d'un aménagement d'un bassin en eaux mortes est soumis au commissariat aux Sports », sans suite en raison de la Seconde Guerre mondiale, avant d'être repris en 1945 pour être à nouveau abandonné.

### Le projet de pont-barrage (1961-1963)
Une étude sur la création du pont-barrage est réalisée en 1957 avec Pierre Coulon, maire de Vichy ; elle est approuvée par une décision du conseil municipal en 1961. Les travaux de ce pont-barrage commencent en août 1961 par l'entreprise André Borie. Le pont est mis en service par Pierre Coulon, maire de Vichy, le 10 juin 1963, en même temps que la mise en eau du lac d'Allier, et ce peu après la mise en service du boulevard du Maréchal de Lattre-de-Tassigny, qui était à deux fois deux voies de circulation de 1961 à 2006. La circulation automobile est autorisée depuis juillet 1963.
Il existait en amont une passerelle piétonne, dite « passerelle des courses », reliant l'hippodrome en rive gauche à l'actuelle Rotonde en rive droite,. La passerelle a été détruite en octobre 1962 pour la création du plan d'eau et la future mise en service du nouveau pont.
Le pont-barrage est inauguré officiellement le 1er septembre 1963 par Maurice Herzog, secrétaire d'État à la Jeunesse et aux Sports dans le deuxième gouvernement Pompidou, à l'occasion des championnats d'Europe d'aviron sur le nouveau plan d'eau.
Simplement dénommé localement, et jusqu'à aujourd'hui, « pont barrage », officiellement le pont a pris le nom de pont Lucien-Lamoureux du nom d'un député local, plusieurs fois ministre pendant l'entre-deux-guerres, lors d'une délibération du conseil municipal du 23 décembre 1976 puis fut rebaptisé Pont de l'Europe en 1991.

## Double fonctionnalité

### Comme pont
Lors de sa construction, la route était à trois voies de circulation.
Dans les années 2000, la route départementale 6E a été mise à deux voies pour des raisons de sécurité, de manière progressive. En 2004[réf. souhaitée], le nombre de voies praticables a été réduit à deux, entre l'entrée principale du parc omnisports Pierre-Coulon et le rond-point Robert-Schuman, la troisième voie ayant été remplacée par une piste cyclable.
Le pont est orné de dix-huit drapeaux, correspondant aux pays et villes du site transnational des Grandes villes d'eaux d'Europe, inscrit au patrimoine mondial de l'UNESCO le 24 juillet 2021 :[réf. souhaitée]
| Côté amont | Bath            | Royaume-Uni  | Montecatini Terme | Italie   | Spa           | Belgique    | Baden bei Wien | Autriche  | France |
| Côté aval  | Mariánské Lázně | Karlovy Vary | Františkovy Lázně | Tchéquie | Bad Kissingen | Baden-Baden | Bad Ems        | Allemagne | Vichy  |

### Comme barrage
Le barrage est composé de sept clapets permettant de réguler le niveau du plan d'eau. Chaque clapet mesure 30 m de long par 7 m de haut et pèse 40 tonnes.
Dans le cadre de la modernisation du pont-barrage, la ville de Vichy, maître d'ouvrage, remplace progressivement les sept clapets, qui étaient d'origine, avec une usure temporelle marquée par la diminution de l'épaisseur de l'acier. Les sept vannes devraient être intégralement changées en 2024, pour un coût de 12 millions d'euros. Chaque vanne est remplacée une par une « pour des raisons de sécurité » et tous les huit mois (démontage, remontage et réglage) ce qui explique la date de fin prévisionnelle des travaux à 2024.
Chaque remplacement de clapet nécessite un acheminement par convoi exceptionnel imposant la coupure de la circulation routière sur le pont pendant une nuit. Le clapet, une fois libéré, est acheminé vers Brive-la-Gaillarde pour être démantelé.
En partant de la rive gauche (côté Bellerive-sur-Allier), le clapet no 2 est le premier à avoir été remplacé. Hors service depuis septembre 2009, il a nécessité son remplacement par une dépose complète, avec coupure de la circulation dans la nuit du 4 au 5 juillet 2012. Celui-ci est remplacé le 7 novembre 2012 et sa mise en service a eu lieu au printemps 2013. L'opération a coûté 2 500 000 €, avec la participation de la communauté d'agglomération de Vichy Val d'Allier.
Le clapet no 7 est déposé dans la nuit du 8 au 9 décembre 2020.
Dans la nuit du 27 au 28 juin 2021, à quatre heures du matin, le clapet no 6 a cédé, à la suite d'orages, ce qui a entraîné l'abaissement progressif du niveau de la rivière. La ville de Vichy ne pouvait pas mettre hors d'eau la vanne no 6 (qui devait être changée en septembre 2021), six vannes devant être opérationnelles et la vanne no 7 étant déjà hors d'eau pour rénovation. Cet incident a eu pour conséquence l'annulation des championnats de France d'aviron et d'une compétition de nage en eau libre, prévus en juillet 2021.

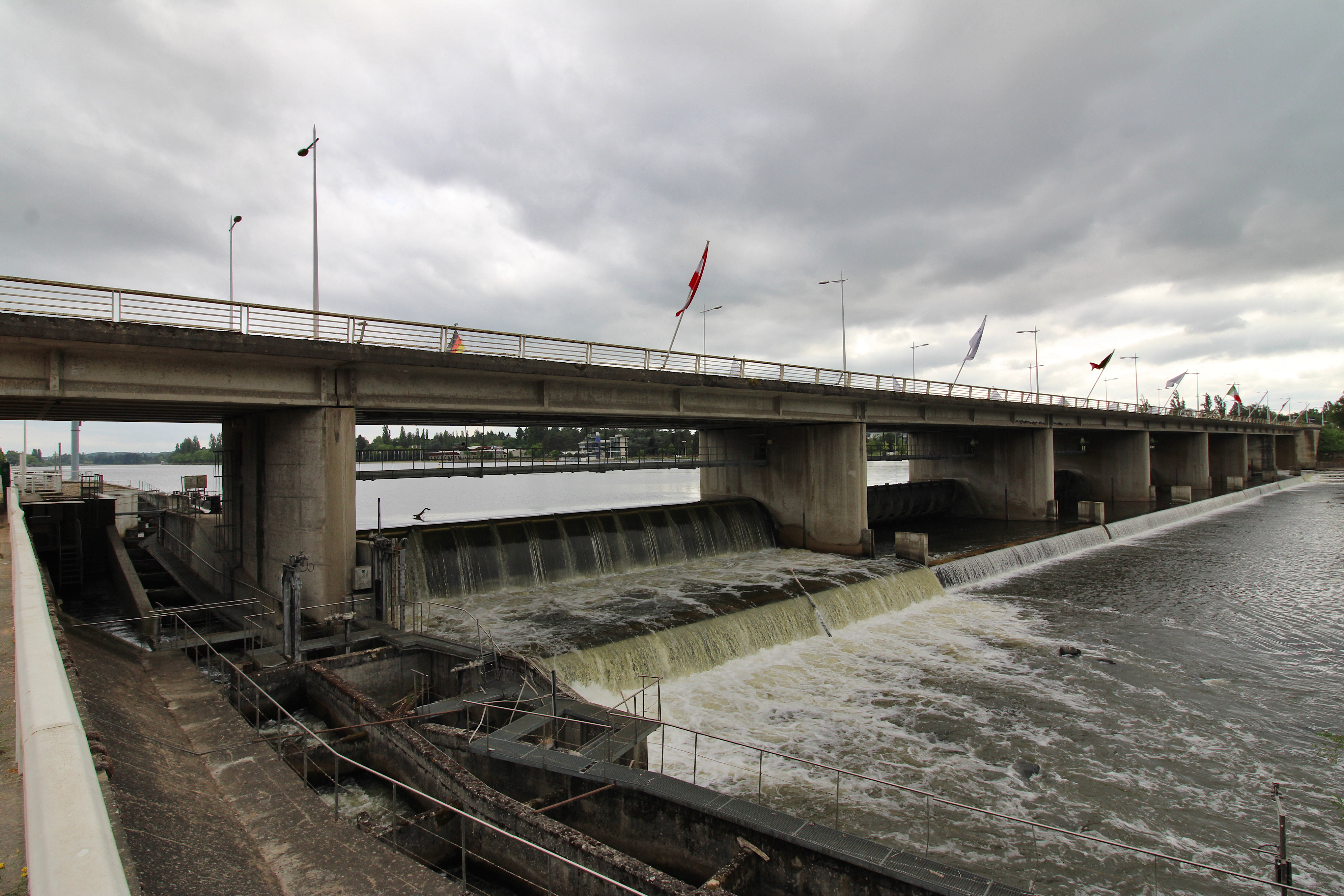
Vue générale.
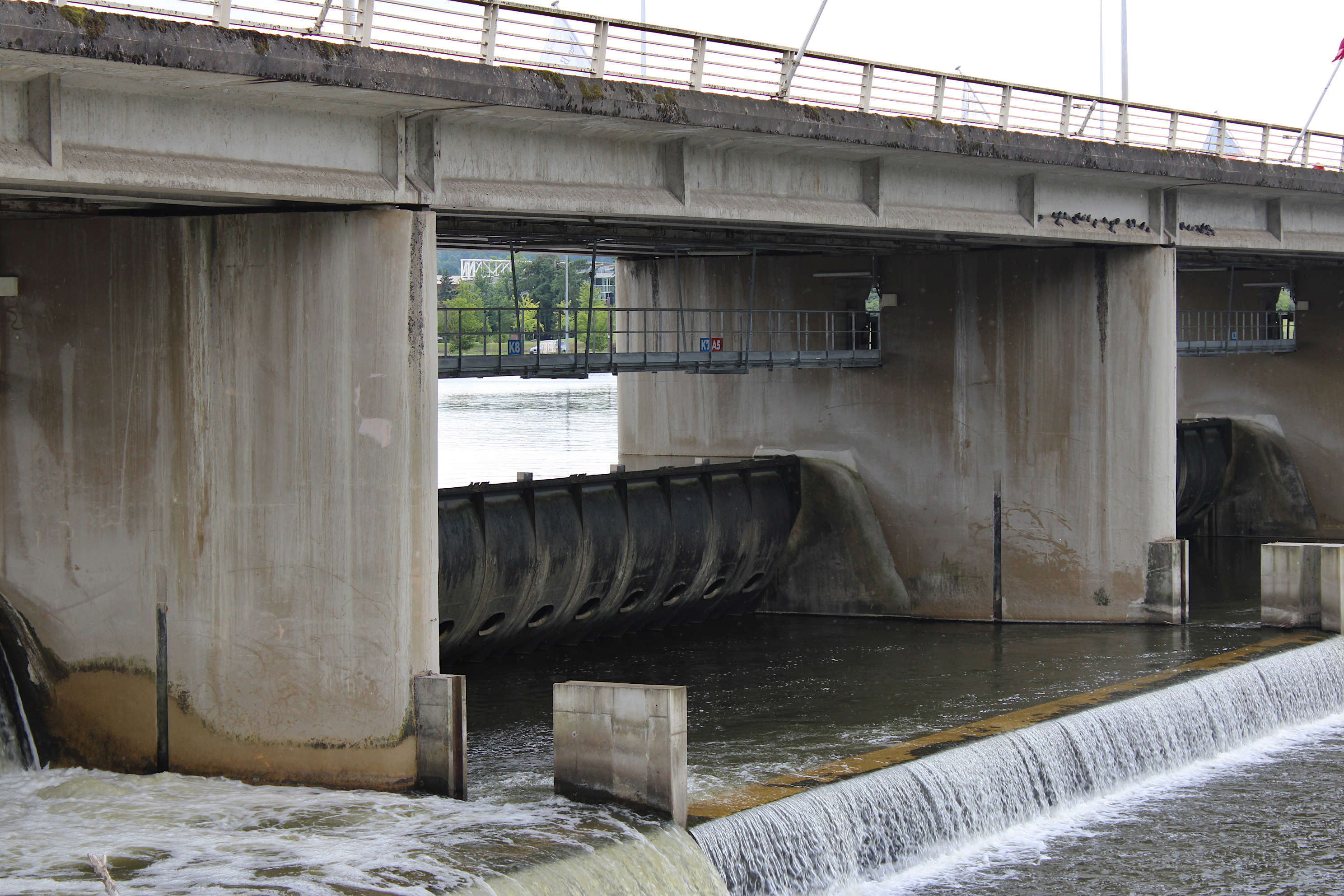
Clapet no 6.
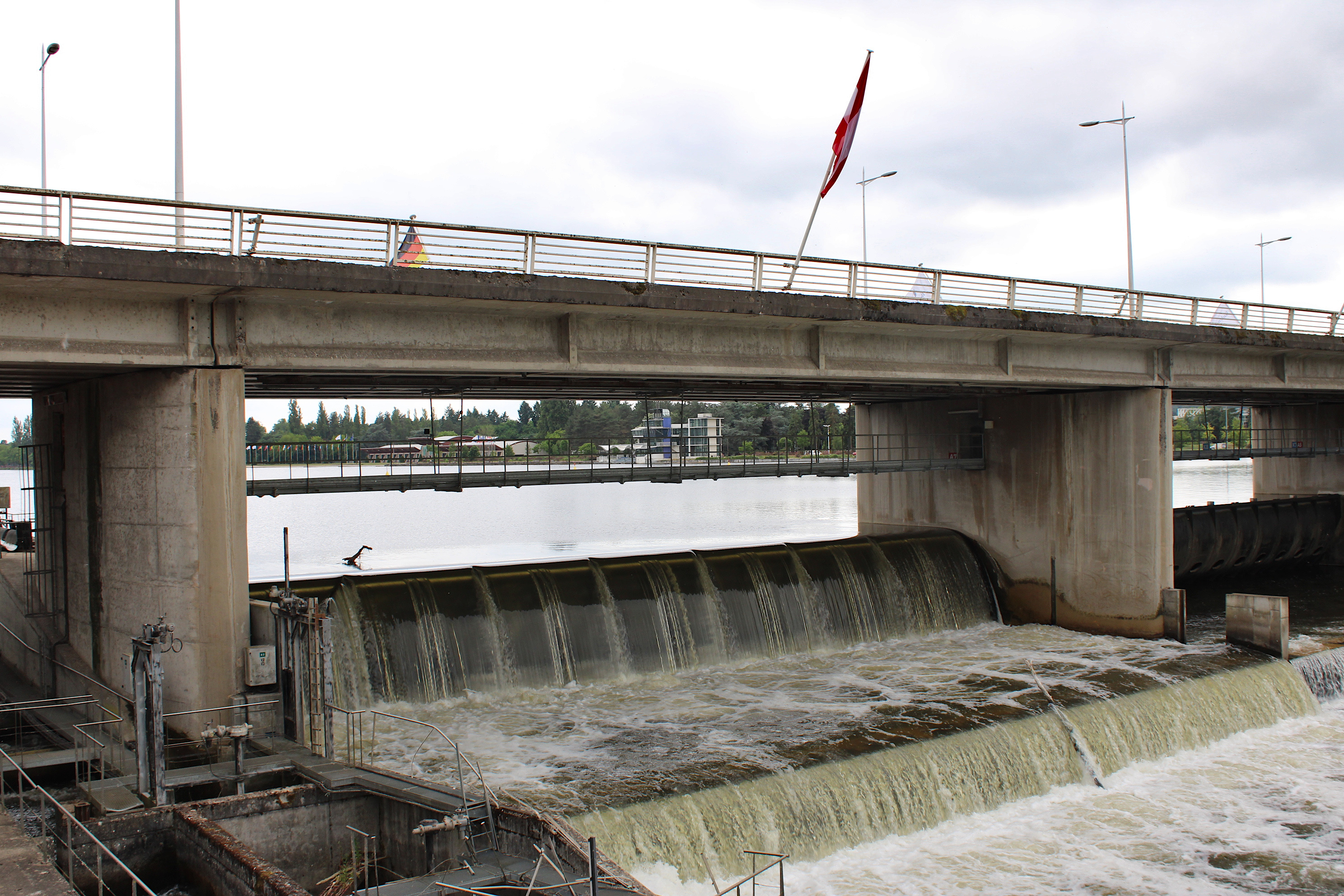
Clapet no 7.

Le pont-barrage est inauguré le 11 juin 2025 après 17 millions d'euros de travaux.

## Projet de centrale hydroélectrique
Dans le cadre d'un appel d'offres portant sur la construction de centrales hydroélectriques en 2018, le ministère de la Transition écologique et solidaire a sélectionné quatorze projets dont un à Vichy sur le site du pont-barrage de l'Europe. Le projet devait, à l'époque, permettre d'assurer un tiers de la consommation d'électricité de la ville de Vichy.
Une centrale hydroélectrique est prévue côté rive gauche (sur le territoire communal de Bellerive-sur-Allier). Porté par la SHEMA (Société hydraulique d'études et de missions d'assistance), filiale d'EDF, ce projet prévoit une production de l'équivalent de la consommation de 7 500 habitants. Sa livraison, prévue en 2023, est repoussée en raison de l'augmentation du prix des matières premières et des taux d'emprunt, induisant une augmentation du coût du projet. Le projet a été autorisé par un arrêté préfectoral du 16 juillet 2021.

## Lieux remarquables
On trouve autour du pont :
- sur la commune de Vichy (rive droite) : 
  - l'esplanade du lac d'Allier avec une voie piétonne (la plus proche de la rivière) et une piste cyclable séparée, qui longe les boulevards des Maréchaux Franchet-d'Esperey et de Lattre-de-Tassigny,
  - un observatoire des poissons migrateurs, sur l'amont de la passe à poissons située sous le pont ;
- sur la commune de Bellerive-sur-Allier (rive gauche) : 
  - la tour des Juges (refaite en 2009[20] dans la perspective d'accueillir les championnats du monde de canoë-kayak) qui abrite les arbitres et les commentateurs sportifs lors des compétitions d'aviron ou de canoé-kayak se déroulant sur le lac.
  - le parc omnisports Pierre-Coulon ainsi que sa rivière artificielle, créée en 1963, qui parcourt tout le parc et finit rivière d'eau vive en aval du pont.

## Événements
Le pont est utilisé lors de certaines manifestations sportives, nécessitant parfois son interception complète : le 25 juillet 2008 lors de la 19e étape du Tour de France, lors de certaines éditions du Paris-Nice (comme en 2009)[réf. nécessaire] ou les parties vélo et course à pied des compétitions de triathlon.